# Tisserandparameter
Der dimensionslose Tisserandparameter {\displaystyle T} (nach François Félix Tisserand) stellt eine Näherung des Jacobi-Integrals dar und ist näherungsweise eine Erhaltungsgröße des zirkular vereinfachten Dreikörperproblems. Er findet Anwendung in Astronomie und Raumfahrt.

## Definition
Der Tisserandparameter eines kleinen Körpers (i. d. R. ein Asteroid oder Komet) in Bezug auf einen Planeten P wird definiert durch 
{\displaystyle T_{P}={\frac {a_{P}}{a}}+2\cdot \cos i\cdot {\sqrt {{\frac {a}{a_{P}}}(1-e^{2})}}}
mit
- {\displaystyle a_{P}} die große Halbachse der Bahn des Planeten
- {\displaystyle a} die große Halbachse der Bahn des kleinen Körpers
- {\displaystyle i} die Inklination der Bahn des kleinen Körpers relativ zur Planetenbahn
- {\displaystyle e} die Exzentrizität der Bahn des kleinen Körpers.

Der Tisserandparameter wird meist in Relation zum Jupiter angegeben ({\displaystyle T_{J}}), da die Wechselwirkung mit Jupiter den größten Einfluss auf die Bahnen der kleineren Körper des Sonnensystems ausübt. Für Objekte jenseits der Jupiterbahn wird der Tisserandparameter jedoch auch in Bezug auf Saturn, Uranus und Neptun berechnet.

### Zirkular vereinfachtes Dreikörperproblem
Die Voraussetzung, das „zirkular vereinfachte Dreikörperproblem“, bedeutet im Einzelnen:
1. die Masse des kleinen Körpers ist vernachlässigbar gegenüber der Masse des Planeten (und der Sonne): {\displaystyle m\ll m_{P}} – die Näherung für das Jacobi-Integral gilt nur dann, wenn die Masse des Planeten klein ist gegenüber der Sonne: {\displaystyle m_{P}\ll m_{S}}
2. die Bahn des Planeten ist kreisförmig ("zirkular")
3. die Bahn des kleinen Körpers wird ausschließlich durch die Sonne und den betrachteten Planeten beeinflusst, d. h. weder andere Körper noch nichtgravitative Einflüsse stören die Bahn.

Während die erste Annahme in der praktischen Anwendung durchaus gerechtfertigt ist, stellen die beiden anderen starke Idealisierungen dar.

## Geschichte
Durch die Wechselwirkung mit Jupiter ändern sich die Bahnelemente eines Kometen zum Teil sehr stark, so dass mitunter erst nach umfangreichen iterativen Bahnberechnungen entschieden werden kann, ob es sich bei zwei Kometenbeobachtungen um den gleichen oder um zwei verschiedene Kometen handelt.
Der französische Astronom François Félix Tisserand veröffentlichte 1896 ein einfaches Kriterium, um die Bahnen von Kometen miteinander zu vergleichen: Durch das Tisserandkriterium – die Tisserandparameter für beide Beobachtungen müssen annähernd übereinstimmen: {\displaystyle T_{J_{1}}\approx T_{J_{2}}}– kann man entscheiden, ob es sich überhaupt um den gleichen Kometen handeln könnte, und kann deshalb in vielen Fällen auf aufwändige (händische) Berechnungen verzichten. Tisserand hat anhand dieses Kriteriums bestimmt, ob es sich bei zwei Objekten, die er beobachtete, um eigentlich dasselbe Objekt handelte, jeweils vor und nach einem Vorbeiflug an Jupiter, der die Bahn änderte. Auch für die veränderte Bahn blieb der Tisserandparameter erhalten, so dass er dann die Flugbahn jeweils voraus bzw. rückwärts berechnen konnte, um zu überprüfen, ob eine Begegnung mit Jupiter stattgefunden hatte.
In der zweiten Hälfte des 20. Jahrhunderts hat das Tisserandkriterium durch den Einsatz leistungsstarker Rechner stark an Bedeutung verloren.

## Heutige Anwendungen

### In der Astronomie
Die heutige Bedeutung des Tisserandparameters liegt vor allem in einer einfachen Klassifikation der Körper des Sonnensystems:
- die meisten Asteroiden weisen ein {\displaystyle T_{J}} von über 3 auf
- für die Kometen der Jupiter-Familie liegt {\displaystyle T_{J}} zwischen 2 und 3.

Von dieser „Regel“ gibt es Ausnahmen, da es aufgrund fehlender Aktivität der Kometen in den äußeren Bereichen des Sonnensystems nicht einfach ist, sie von Asteroiden zu unterscheiden. So wurde bei einigen ursprünglich als Asteroiden eingestuften Objekten später eine Koma festgestellt, woraufhin sie auch als Kometen einzustufen sind (z. B. (2060) Chiron) – andere Asteroiden (Damocloiden) bewegen sich auf typischen Kometenbahnen, zeigen jedoch keinerlei Aktivität.

### In der Raumfahrt
Bei der Planung eines Gravity-Assist-Manövers spielt die Erhaltung des Tisserandparameters eine entscheidende Rolle. Da die möglichen Bahnen nach dem Flyby durch den Tisserandparameter sehr stark eingeschränkt sind, nimmt man ihn als Basis für die Wahl einer passenden Zielbahn. Hat man diese gefunden, führt dies wiederum direkt zur benötigten Geschwindigkeit und zum Abstand für das Flyby-Manöver.